# Nedre Arvträsket
Nedre Arvträsket är en sjö i Lycksele kommun i Lappland och ingår i Umeälvens huvudavrinningsområde. Sjön har en area på 3,55 kvadratkilometer och ligger 203,9 meter över havet. Nedre Arvträsket ligger i Vindelälven Natura 2000-område. Sjön avvattnas av vattendraget Arvån.

## Delavrinningsområde
Nedre Arvträsket ingår i det delavrinningsområde (716598-165498) som SMHI kallar för Utloppet av Nedre Arvträsket. Medelhöjden är 232 meter över havet och ytan är 13,69 kvadratkilometer. Räknas de 21 avrinningsområdena uppströms in blir den ackumulerade arean 214,44 kvadratkilometer. Arvån som avvattnar avrinningsområdet har biflödesordning 3, vilket innebär att vattnet flödar genom totalt 3 vattendrag innan det når havet efter 140 kilometer. Avrinningsområdet består mestadels av skog (69 procent). Avrinningsområdet har 3,56 kvadratkilometer vattenytor vilket ger det en sjöprocent på 26 procent.